# Madeleine Olsson Eriksson
Birgitta Madeleine Olsson Eriksson, ogift Olsson, född 25 augusti 1945 i Oscar Fredriks församling i Göteborg, är en svensk gynekolog, affärskvinna och filantrop. Hon är dotter till skeppsredaren Sten A. Olsson och Birgit, ogift Andersson, samt syster till Dan Sten Olsson, Stefan Olsson (präst) och Christofer Olsson.

## Uppväxt och utbildning
Olsson Eriksson växte upp som äldsta barnet i skeppsredarfamiljen Olsson. Efter studentexamen på latinlinjen inledde hon akademiska studier i Lund, där hon blev filosofie kandidat. Hon bytte sedan bana, läste medicin vid Karolinska Institutet i Solna. och fick sin läkarlegitimation 1981.

## Yrkesliv
Madeleine Olsson Eriksson har sedan bland annat verkat inom hälso- och sjukvården på Gotland. Sedan 1990-talet är hon verksam vid Avenykliniken i centrala Göteborg, som hon äger tillsammans med två kompanjoner.

## Engagemang för forskning och kultur
År 1996 blev Madeleine Olsson Eriksson ordförande i Sten A. Olssons Stiftelse för Forskning och Kultur. Stiftelsen, som grundades i samband med faderns 80-årsdag, stöttar årligen olika kulturpersonligheter, institutioner och forskningsprojekt i Västsverige. För detta engagemang utnämndes hon 2007 till hedersdoktor vid Konstnärliga fakulteten, Göteborgs universitet.

## Privatliv
Madeleine Olsson Eriksson rankades på 22:e plats över Sveriges miljardärer 2012 och var då den femte rikaste kvinnan.
Sedan 1982 är hon gift med företagsledaren Bert-Åke Eriksson, som är verksam inom Stenasfären. Paret har barnen Gustav Albert Eriksson, (född 1983), och Marie Eriksson, (född 1985).

## Utmärkelser
- H.M. Konungens medalj i guld av 8:e storleken i Serafimerordens band (2020) för betydelsefulla insatser för svensk forskning och kultur.[9]
- 2023 – Kulturpriset 2023; Kulturminnesföreningen Otterhällan.[10]